# Lewomepromazyna
Lewomepromazyna (łac. levomepromazinum) – organiczny związek chemiczny, pochodna fenotiazyny, stosowana jako lek przeciwpsychotyczny (neuroleptyczny). Ma niską aktywność przeciwpsychotyczną (70% mocy chloropromazyny) i silne właściwości uspokajające (sedatywne), amnestyczne (powodujące niepamięć po podaniu leku), a także przeciwdepresyjne, przeciwbólowe (porównywalne do morfiny) i przeciwwymiotne. W łańcuchu bocznym zawiera jedno centrum stereogeniczne, w efekcie czego jest związkiem chiralnym. W lecznictwie stosuje się lewoskrętny ([α]20D −15,3) enancjomer o konfiguracji R.

## Właściwości farmakologiczne i mechanizm działania
Właściwości neuroleptyczne lewomepromazyny uwarunkowane są blokadą receptorów D2-dopaminergicznych w szlaku mezolimbicznym. Ma także powinowactwo do szeregu innych receptorów (szczególnie cholinergicznych muskarynowych, ale też histaminowych i serotoninergicznych), dlatego działanie kliniczne lewomepromazyny jest sumą działania na poszczególne receptory.
Ze względu na efekt pierwszego przejścia jej biodostępność wynosi zaledwie 50–60%. Po podaniu doustnym maksymalny poziom w osoczu osiąga po 30–90 minutach. Jest metabolizowana w wątrobie, a produktami metabolizmu są sulfotlenki, glukuroniany (sprzęganie z kwasem glukuronowym) oraz produkty demetylacji. Metabolity są wydalane z kałem i z moczem, a tylko 1% leku wydalany jest w postaci niezmienionej.
Lewomepromazyna jest lipofilowa i łatwo przenika barierę krew-mózg i łożysko, a także może występować w mleku matki.

## Wskazania
Psychozy, szczególnie schizofrenia przebiegająca z obniżonym nastrojem, depresja, premedykacja przed wprowadzeniem do znieczulenia ogólnego i jego pogłębienie. Jest stosowana w zespołach depresyjnych z niepokojem, trudnościami zasypiania, problemami ze snem. Wykazuje silne właściwości uspokajające i przeciwdepresyjne, słabe antywytwórcze.
Działania uboczne są bardzo silnie zaznaczone ze strony układu wegetatywnego, słabo ze strony układu pozapiramidowego i innych układów. Wykazuje silnie działanie antycholinergiczne, powodując suchość błon śluzowych, potęgowanie problemów z mikcją u chorych na BPH. W mniejszych dawkach lewomepromazyna może być stosowana do łagodzenia mdłości, szczególnie występujących po tramadolu. W opiece paliatywnej wykorzystywane jest jej działanie przeciwbólowe i przeciwwymiotne. Siła działania przeciwbólowego lewomepromazyny jest zbliżona do morfiny.

## Przeciwwskazania i środki ostrożności
Jest przeciwwskazana w jaskrze, skłonnościach do majaczenia, porfirii. Lek powoduje spadek ciśnienia tętniczego krwi, zwłaszcza po podaniu pierwszej dawki. Nie stosować u osób ze znacznym klinicznie niedociśnieniem lub poważnymi schorzeniami układu krążenia. Zachować ostrożność przy stosowaniu z innymi depresantami OUN jak benzodiazepiny, barbiturany, leki przeciwhistaminowe działające uspokajająco czy leki z grupy TLPD. Lek może powodować zmiany w zapisie elektrokardiograficznym. Nie stosować łącznie z inhibitorami MAO. Lek obniża próg drgawkowy i może powodować drgawki. W zapisie EEG mogą wystąpić zmiany padaczkopodobne.
Spożywanie alkoholu w czasie leczenia i do 5 dni po jego zakończeniu jest bezwzględnie zabronione.

## Dawkowanie
25–600 mg doustnie, domięśniowo. Leczenie rozpoczynać od najmniejszej dawki. Początkowo w psychozach 25 – 50 mg (2 tabletki) w 2 dawkach podzielonych. Dawkę można stopniowo zwiększać w zależność od indywidualnych reakcji pacjenta. Podanie domięśniowe lub dożylne stosować tylko gdy podanie doustne leku jest niemożliwe lub wymaga tego stan pacjenta. Podanie dożylne wyłącznie pod postacią wlewu kroplowego po rozcieńczeniu w roztworze glukozy lub NaCl, w warunkach gdzie możliwy jest ciągły nadzór parametrów pacjenta.

## Preparaty handlowe
W Polsce: Lewomezin i Tisercin.
Poza Polską (przykładowe preparaty): Levomepromazin, Nozinan, Neurocil, Neozine.